# Anaphiloscia simoni
Anaphiloscia simoni là một loài chân đều trong họ Philosciidae. Loài này được Racovitza miêu tả khoa học năm 1907.